# Commedia dell'arte
Commedia dell'arte je teatarski stil nastao po gradovima Apeninskog poluotoka sredinom 16. st. koji se nakon tog proširio po Europi i postojao do kasnog 18. st. 
Izvan Apenina commedia dell'arte doživjela je veliki uspjeh u Francuskoj kao Comédie-Italienne. U Engleskoj su njeni elementi naturalizirani u lakrdijašku pantomimu i u Punch & Judy-show, lutkarsku igru, a u Njemačkoj je komični narodni lik Hanswurst, nastao pod uticajem commedie dell'arte.
Glavna karakteristika tog stila bili su  - glumci koji su igrajući stripovski tipizirane likove (Harlekin, Kapetan, Pulcinela) improvizirali dijaloge na sceni i na taj način nasmijavali publiku.Neki od tih likova bili su uvijek pod maskom, a neki govorili naglašenim dijalektima (tako da se dalo prepoznati odakle su) a neki stranim jezicima.
Commedia dell'arte doslovno prevedeno sa talijanskog onog vremena zapravo znači - Komedija koju izvode znalci (a ne umjetnička komedija), jer je arte u tom vremenu značio i umješnost - zanat (iz tog se izvodi i riječ artigiano = zanatlija).

## Povijest

### Nastanak
Unatoč suvremenim uprizorenjima u stilu commedie dell'arte s rekonstruiranim radnjama i maskama na osnovu sačuvanih opisa pojedinih predstava, naše znanje o tome što je bila commedia dell'arte je vrlo tanko, jer je atmosfera i stil tih predstava nepovratno izgubljena.
Dosad je napravljeno mnogo neuspješnih istraživanja koja su pokušala pronaći izravnu vezu i kontinuitet između kasnoantičkih Atelana i commedie dell'arte. Pa se danas samo spekulativno nagađa, da se taj tip teatarske igre razvio iz srednjovjekovnih lakrdija na talijanskim dijalektima, jer - commedia erudita na latinskom ili talijanskom nije bila baš razumljiva široj publici.
Prvi pouzdani datum povezan s nekom družinom - commedie dell'arte je iz 1545. Najpoznatija rana kazališna družina bili su Gelosi, koju je vodio Francesco Andreini sa ženom Isabellom, Gelosi su nastupali od 1568. do 1604.U istom razdoblju nastupala je grupa Desiosi, osnovana 1595., u kojoj je nastupao Tristan Martinelli (oko 1557. – 1630.), koji je bio slavni Harlekin. Ostale slavne grupe bile su; Comici Confidènti, aktivni od 1574. do 1621. i Uniti, koju je vodio Drusiano Martinelli sa ženom Angelicom. Prvi zapis o nekoj družini u Francuskoj je iz 1570. – 1571. Sam francuski kralj pozvao je grupu Gelosi, da nastupi u njegovu dvorcu Blois 1577., nakon tog su Gelosi nastupili u Parizu, i uspjeli oduševiti publiku, koja je otad zavoljela commediu dell'arte ili kako su to Francuzi zvali talijanski teatar. Družina Comédie-Italienne, osnovana je 1653. i bila popularna i rado gledana sve dok Louis XIV nije protjerao sve talijanske trupe 1697. Talijanski glumci bili su također popularni po Engleskoj, Španjolskoj i Bavarskoj.
Svaka glumačka družina commedie dell'arte imala je po desetak glumaca i dobru zalihu kratkih scenarija, tako da su lako mijenjali repertoar.Iako su ponekad kod podjela uloga, postojale alternacije, većinu uloga vježbali su i igrali samo pojedinačni glumci koji su kreirali vlastite likove ili glumili one koji su publici već bili poznati. To je pomoglo da se zadrži kontinuitet, ali i istovremeno omogući raznolikost.

### Profesionalizacija teatra
I prije razdoblja Commedie dell'arte bilo je putujućih zabavljača (akrobata, žonglera i pripovjedača) koji su zabavljali publiku po sajmovima, tržnicama i tijekom karnevala, ali su se tek od Commedie dell'arte počele osnivati glumačke družine, koje su počele živjeti od tog posla.Jer su u ranijim vremenima rijetke teatarske predstave, koje su pokušavale oživjeti antičke grčke i rimske dramske tekstove igrali educirani amateri, koji nisu živjeli od teatra. Sredinom 16. st. porastom gradskog stanovništva i povećanjem standarda tog istog stanovništva, pojavila se potreba da se i ono zabavi, ali za puno manje novaca - kupnjom ulaznice. To je bilo puno manje nego što je dotad plaćala aristokracija, koja je na svojim dvorovima, dugi niz godina, uzdržavala pjevače i dvorske lude.
Bila je to velika revolucija, kako na društenom tako i na tehničkom planu, jer su glumci okupljeni u prve profesionalne družine, vremenom razvili brojne inovacije u scenografiji, kostimografiji i dramaturgiji - da bi mogli pristojno živjeti od svog posla.

### Tipizirani likovi i improvizacija
Premda da je i teatar umjetnost koja prije svega ovisi o interesu publike (dakle o novcu), te teatarske družine naučile su se improvizirajući - prikazivati vrlo brzo različite predstave, da udovolje ukusu publike.Zbog tog je svaki glumac u Commediji dell'arte, morao prikupiti i znati napamet skup viceva, pjesmama, kratkih skečeva i monologa, koje su ponavljali iz predstave u predstavu. Da si olakšaju posao, vremenom su došli do toga da se je svaki glumac specijalizirao za jedan tipski lik. To su bili jednostavni likovi, koje su njihovi akteri gradili kostimom, dijalektom, dobi, socijalnim položajem ili poslom kojim su se bavili. Oni nisu imali složenost likova kakve su kreirali pisci od zanata, ali su se upravo zbog toga mogli pojaviti u potpuno različitim pričama, lagano mijenjajući karakter. Oni su imali karakteristike koje su palile maštu publike, bilo zbog bizarnog kostima (kao što je to bio Harlekinov (Arlecchino), ili zbog stranog jezika (kao što je to bilo u slučaju španjolskog kapetana ili zbog korištenja maski, koje su asocirale na razuzdano doba karnevala. 

### Radnja i likovi commedie dell'arte
Tipična radnja vrtila se oko mladog ljubavnog para, čiju ljubav brane njihovi roditelji.Scenarij je uvijek koristio simetrični par likova: tako se na pozornici našao još jedan ljubavni par i dva starija muškarca (njihovi očevi -Pantalone i Dottore), dvoje slugu (zanni - Arlecchino i Buffetto) ali samo jedna sluškinja (Colombina) i vojnik stranac (Capitano).Mladi ljubavnici glumili su bez maski, tako da gotovo i nisu bili tipični likovi commedie dell'arte. Likovi staraca, njihovih roditelja uvijek su se jasno razlikovali. Pantalone je venecijanski trgovac (to se moglo shvatiti po njegovom dijalektu i odjeći - dugim gaćama, koje su izmislili Venecijanci). On je uvijek ozbiljan, rijetko svjesno komičan, sklon dugim tiradama i dobrim savjetima. Njegov pandan - doktor (Dottore Gratiano) je iz Bologne, on je koji put odvjetnik, a ponekad liječnik, lakovjeran i razvratni tip, koji govori jednu mješavinu talijanskog i latinskog.
Ostale likove commedie dell'arte razvili su vremenom najtalentiraniji glumci iz početnih jednostavnih likova pod maskom. Lik kapetana (Il Capitano) razvijen je kao karikatura španjolskog hvalisavog vojnika, koji sve može negdje daleko, ali na licu mjesta kukavički bježi od opasnosti.Taj lik je Tiberio Fiorillo za vrijeme gostovanja u Parizu (1645. – 1647.) sa svojom družinom, pretvorio u Scaramuccia, koji je trebao više odgovarati francuskom ukusu. Fiorillov Scaramouche je ostao upamćen po suptilnosti i finoj minimci. Likove zannija (slugu i sluškinja), često su glumili akrobati i pelivani, a oni su se pojavljivali pod raznim imenima kao; Panzanino, Buratino, Pedrolino (ili Pierrot), Scapino, Fritellino, Trappolino, Brighella... među njima najznačajniji likovi su Arlecchino i Pulcinella. Pulcinella je kao i kapetan lik koji je uspio "prerasli" svoju masku i postao samostalni dramski karakter, njega je vjerojatno izmislio glumac - Silvio Fiorillo (umro oko 1632.). Sluškinja Columbina, često je u ljubavnim zavrzlamama s Arlecchinom, Pedrolinom ili kapetanom. Ona je uz Harlekina postala glavni lik engleskih pantomimičarskih lakrdija. Lik Harlekina (Arlecchino), jednog od slugu, stvorio je Tristano Martinelli kao duhovitog i spretnog mladića, hirovitog ljubavnika često bez srca. Za razliku od njega lik Pedrolina je njegova čista suprotnost, jer je pomalo tupast i beskompromisno iskren, pa je stoga stalna žrtva paprenih šala koje zbijaju s njim njegove kolege. Taj lik je kasnije ovaj put kao - Pierrot, prenesen u francusku pantomimu.
Pojedini od tih likova pojavljuju se i kasnijim - napisanim komedijama, koje su stvarali autori poput Carla Gozzija i Carla Goldonija.
- Arlecchino, 1671
- Brighella, 1570
- Colombina, 1683
- Dottore, 1653
- Pagliaccio, 1600
- Pantalone, 1550
- Scaramuccia
- Scapino
- Capitano
- Isabella
- Coviello
- Pulcinella

## Vanjske poveznice
- Commedia dell'arte na portalu Treccani Enciclopedia Italiana (tal.)
- Commedia dell’arte na portalu Encyclopædia Britannica Online